# Neferkara VII
Neferkara VII es el tercer gobernante de la dinastía IX de Egipto, c. 2135-2125 a. C. 
Este mandatario de Heracleópolis Magna es identificado por algunos eruditos con el rey llamado Neferkara, mencionado en el texto biográfico de Anjtify (Ankhtify), el nomarca de Hieracónpolis y príncipe de Moala, situada unos treinta kilómetros al sur de Tebas. Anjtify condujo una coalición de su nomo y el de Edfu contra Tebas.
La historia se describe así: Neferkara, en alianza con los nomarcas Hotep y Anjtify, pretende destruir el poder de los príncipes tebanos en el Alto Egipto. Encarga a Anjtify deponer y sustituir al príncipe de Edfu, Jui, aliado del Intef I, en Tebas. Anjtify, con la ayuda del príncipe de Elefantina, ataca al gobernador de Tebas y a su aliado el príncipe de Coptos. Pero las operaciones van a suspenderse finalmente, dado que el país estaba paralizado por un periodo de sequía y hambruna.
Neferkara no figura en la Lista Real de Abidos ni la Lista Real de Saqqara. 
En el Canon Real de Turín está inscrito su nombre, Neferkara, en el registro 4.20.

## Titulatura
| Titulatura | Jeroglífico | Transliteración (transcripción) - traducción - (referencias) |

| N5 | F35 | D28 | Z1 | G7 |

| N5 | F35 | D28 | Z1 | G7 |

| N5 | F35 | D28 | Z1 | G7 |

| N5 | F35 | D28 | Z1 | G7 |

| N5 | F35 | D28 | Z1 | G7 |

| N5 | F35 | D28 | Z1 | G7 |

| N5 | F35 | D28 | Z1 | G7 |

| N5 | F35 | D28 | Z1 | G7 |

| N5 | F35 | D28 | Z1 | G7 |

| N5 | F35 | D28 | Z1 | G7 |

| N5 | F35 | D28 | Z1 | G7 |

| N5 | F35 | D28 | Z1 | G7 |

| N5 | F35 | D28 | Z1 | G7 |

| N5 | F35 | D28 | Z1 | G7 |

| N5 | F35 | D28 | Z1 | G7 |

| N5 | F35 | D28 | Z1 | G7 |